# 池田欽三郎
池田 欽三郎（いけだ きんざぶろう、1904年〈明治37年〉1月24日 - 没年不詳）は、日本の内務・商工官僚。官選秋田県知事。旧姓・木戸。

## 経歴
三重県出身。木戸吉太郎の三男として生まれ、池田龍一の養子となる。第一高等学校を卒業。 1925年11月、高等試験行政科試験に合格。1926年、東京帝国大学法学部政治学科を卒業。 内務省に入省し都市計画課属となる。
以後、青森県商工課長、同庶務課長、埼玉県社会課長、同庶務課長、神奈川県建築課長、同工場監督官、福岡県学務課長、大阪府労務課長、厚生省衛生局指導課長、同資材課長、茨城県書記官・経済部長、神奈川県書記官・学務部長、物価局部長、北海鉱山局長などを歴任。
1945年10月27日、秋田県知事に就任。戦時の復興に尽力。1946年1月25日、商工省鉱山局長へ転じ、同年に退官した。
その後、石油連盟専務理事を務めた。